# Sekin (Messer)
Der Sekin, auch Sekin-Panjang ist ein Messer aus Indonesien, das als Blankwaffe bekannt ist.

## Beschreibung
Der Sekin hat eine einschneidige, leicht abwärts gebogene Klinge. Sie hat einen oder mehrere schmale Mittelgrate, die direkt über der Schneide verlaufen. Nahe an der Klinge ist über die Klinge herausragend eine Verzierung in À jour ausgeführt. Das Heft besteht aus Holz und ist mit traditionellen Schnitzereien verziert, die am Knauf einen stilisierten Vogel darstellen. Kurz vor dem Heft ist ein kleines, filigran verziertes Parier angebracht, das aus der Klinge ausgearbeitet ist. Die Scheiden sind ebenfalls aus Holz, durch Schnitzereien verziert und poliert. Das Scheidenende ist gerade oder abgebogen gearbeitet. Der Sekin ist in Indonesien verbreitet und ist in mehreren größeren und kleineren Abarten bekannt. Die Sekin (Machete) zählt nicht zu den Messern.